# Tessel

Tessel este o comună în departamentul Calvados, Franța. În 1 ianuarie 2022 avea o populație de 248 de locuitori.